# Forum Prawicy Demokratycznej

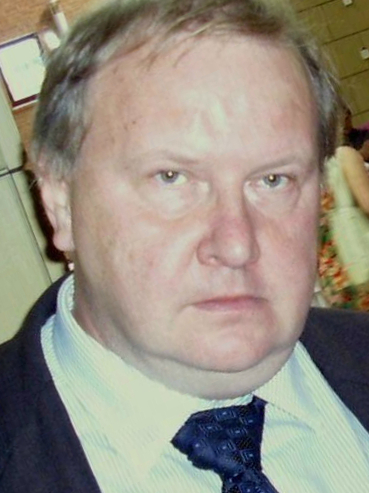
Lider partii Aleksander Hall

Forum Prawicy Demokratycznej – polska partia polityczna o profilu konserwatywnym, działająca w latach 1990–1991.

## Historia partii
Powstanie ugrupowania wiąże się z faktycznym zakończeniem działalności Ruchu Młodej Polski. Lider konserwatystów Aleksander Hall oraz kilku posłów OKP powołali wówczas zespół inicjatywny Ruchu Polityki Polskiej, mającego być partią umiarkowanie prawicową, który w kwestiach gospodarczych bazował na liberalnej odmianie gospodarki rynkowej.
FPD powstało 27 czerwca 1990. Zostało stworzone przez popierających rząd Tadeusza Mazowieckiego działaczy opozycji antykomunistycznej, wywodzących się z umiarkowanego skrzydła Ruchu Młodej Polski, a także przedstawicieli towarzystw gospodarczych, izb handlowych i przemysłowych, związków akademickich Civitas Academica i Liga Akademicka, grupy Wolność i Demokracja, działaczy związanych z „Tygodnikiem Powszechnym” i „Znakiem”, członków komitetów obywatelskich. Deklarację założycielską podpisało 59 osób, wśród sygnatariuszy znaleźli się Tadeusz Syryjczyk, Stanisław Stomma, Michał Wojtczak, Jerzy Dietl, Tomasz Wołek.
3 listopada 1990 odbyła się pierwsza tura pierwszego kongresu ugrupowania. Przewodniczącym partii został Aleksander Hall. Powołano również radę polityczną w składzie: Michał Chałoński, Piotr Fogler, Jarosław Kapsa, Rafał Matyja, Zdobysław Milewski, Andrzej Sikora, Stanisław Stomma, Mirosław Styczeń, Tadeusz Syryjczyk, Janusz Szewczuk, Adam Szostkiewicz, Cezary Szpila, Kazimierz Michał Ujazdowski, Michał Wieczorek, Wojciech Wielkopolski, Michał Wojtczak, Tomasz Wołek i Henryk Woźniakowski.
W wyborach prezydenckich w 1990 forum poparło kandydaturę Tadeusza Mazowieckiego. Po przegranych wyborach, obok ROAD-u i Komitetów Wyborczych Tadeusza Mazowieckiego, weszło w skład nowo powołanej partii – Unii Demokratycznej. Sprzeciwiająca się temu niewielka grupa działaczy opuściła FPD, tworząc Koalicję Republikańską. Formalna likwidacja forum nastąpiła w maju 1991, jednocześnie w ramach UD zaczęła działać Frakcja Prawicy Demokratycznej pod przywództwem Aleksandra Halla i Kazimierza Ujazdowskiego.
W wyborach parlamentarnych w 1991 z list Unii Demokratycznej do Sejmu I kadencji zostało wybranych dziewięciu kandydatów FPD. We wrześniu 1992 część działaczy (w tym sześciu posłów) związanych z frakcją opuściło UD, tworząc w grudniu 1992 Partię Konserwatywną, która pozostała w koalicji popierającej rząd Hanny Suchockiej.

## Program
W kwestiach gospodarczych ugrupowanie uznawało pierwszeństwo własności prywatnej i wolnej konkurencji rynkowej. Postulowało również otwarcie polityczne i gospodarcze kraju na kooperację z sąsiadami. W sprawach ustrojowych opowiadało się za silną władza wykonawczą i systemem parlamentarno-prezydenckim, popierało dwuizbowy parlament, niezawisłość sędziowską oraz wzmocnienie roli Trybunału Konstytucyjnego i Trybunału Stanu. W kwestiach polityki zagranicznej postulowano poszerzenie politycznych gospodarczych i kulturalno-cywilizacyjnych powiązań z krajami Europy Zachodniej oraz wyjście ze strefy wpływów ZSRR.